# 天津快速路
天津快速路路面宽度为50米，设计车速每小时60公里，包括一个围绕天津市区的封闭式环城道路系统和几条纵横交错的快速路。

## 快速环线

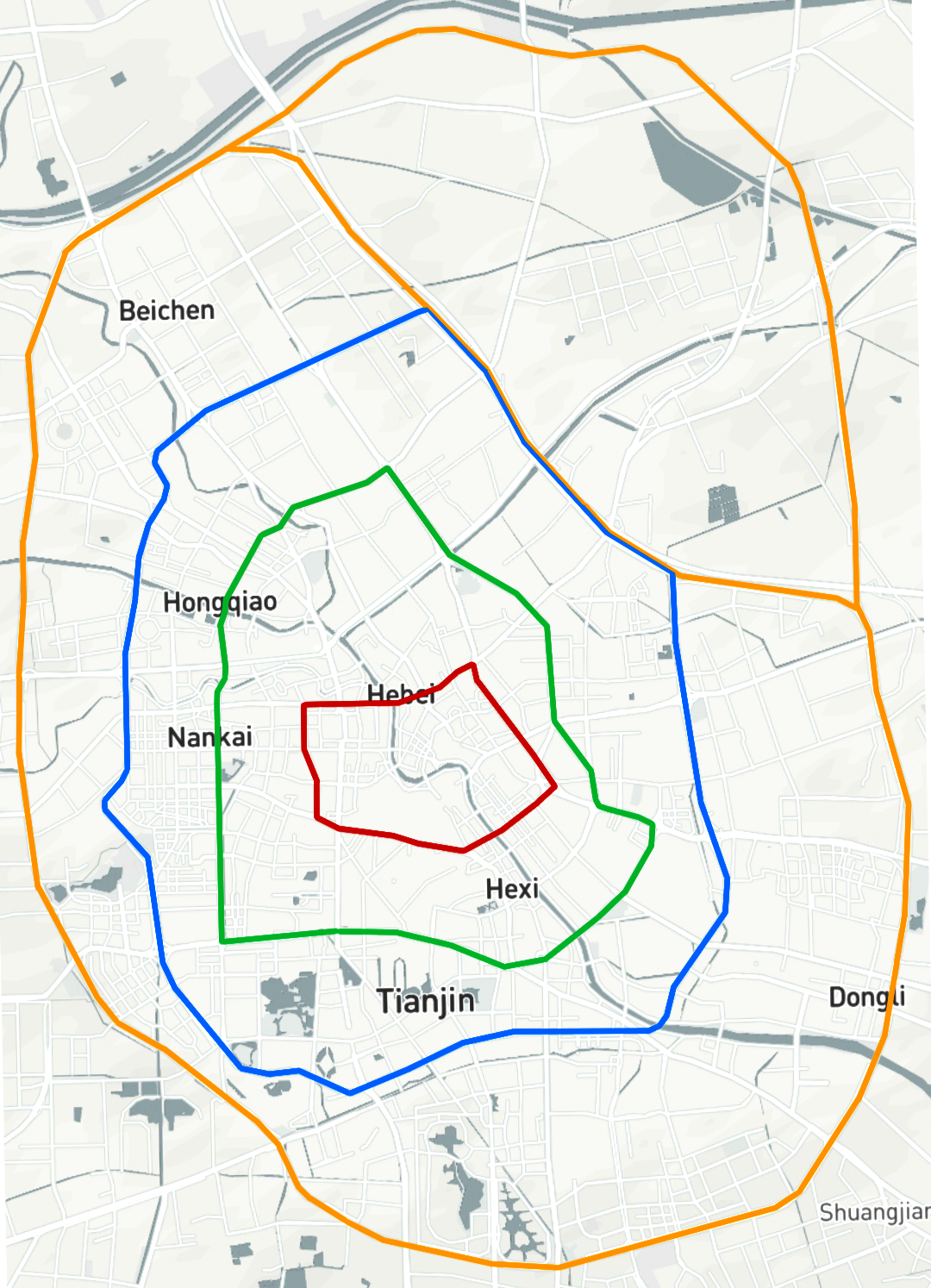
快速环线

快速环线由东南半环、西北半环和东外环共同组成，全长23公里。东南半环已于2007年底建成通车，西北半环也于2010年8月29日全线贯通并实现通车。快速环线从海津大桥开始顺时针方向依次为黑牛城道、红旗南路、简阳路（北向南方向为春明路、菊苑路、华锦路）、密云路、西横堤、千里堤、双环路、佳宁道、南仓道、淮河道、外环北路（与原有外环线并用）、昆仑北路、昆仑路。其中海津大桥由于交通秩序较为混乱，不遵守交通规则的司机较多，加之道路设计不合理成为了交通堵塞较为严重的道路卡口。

## 北横快速路
北横快速路西起外环线西青道立交桥，沿途经过天津西站，过河北大街立交桥沿新开河北的志成路，东至 津宁高速。

## 东纵快速路
东纵快速路北起铁东北路与外环线交口，沿铁东北路－铁东路一线，过新开河和北宁公园下沉隧道，沿万柳村大街后在京山三线铁路两侧分为上下行两幅，之后沿张贵庄路，津滨大道一线至外环线津滨大道立交桥。全长24.2公里，双向六车道。

## 西纵快速路（已取消）
西纵快速路北起京津公路外环线立交桥，沿京津路一线至咸阳北路后沿丁字沽零号路，红桥北大街过新红桥，沿河北大街－城厢中路－卫津路－卫津南路一线至外环线。其中京津路（外环线－咸阳北路）－丁字沽北大街－丁字沽南大街－红桥北大街－河北大街（至北营门桥）以及卫津南路（外环线－中石油桥）可达到快速路通行标准。红桥区丁字沽一段由于拆迁不力，直至2020年8月15日才竣工通车。在《天津市国土空间总体规划（2021—2035年）》中，西纵快速路中段（北营门桥－中石油桥）已被取消，两端已建成的部分被重新定义为射线快速路。

## 南横快速路（已取消）
南横快速路西起外环津静桥，沿复康路-吴家窑大街-围堤道-琼州道-奉化道-大直沽三号路-红星路-靖江路一线至顺驰桥，其中仅复康路（碧欣路-艳阳路）可达到快速路通行标准。2011年7月天津市城乡建设和交通委员会（今天津市住房和城乡建设委员会前身）称南横快速路已取消。

## 立交桥列表
天津快速环线上全部立交桥：
宾悦桥---中石油桥桥---紫金山路桥---津谊桥---郁江桥---海津大桥---昆仑桥---津昆桥---卫昆桥---金钟路桥---辰泰桥---京津公路桥---丁字沽三号路桥---子牙河桥---密云路桥---芥园西道桥---黄河道桥---简阳路桥---复康路桥
北横快速立交桥：（自西向东）外环线西青道桥－青云桥－咸阳路桥－中环线西青道桥－西站前广场下沉隧道－河北大街立交桥－张兴庄立交桥
东纵快速立交桥：（自北向南）辰泰桥－普济河道立交桥－张兴庄立交桥－北宁公园下沉隧道－金钟河大街立交桥－卫国道立交桥－东风立交桥－东兴立交桥－津昆桥－外环线津滨大道立交桥
西纵快速立交桥：（自北向南）京津公路外环线立交桥－北仓桥－南仓桥－勤俭立交桥－河北大街立交桥－八里台立交桥－中石油桥－外环线津淄公路立交桥